# Parafreutreta mavoana
Parafreutreta mavoana är en tvåvingeart som beskrevs av Munro 1952. Parafreutreta mavoana ingår i släktet Parafreutreta och familjen borrflugor.
Artens utbredningsområde är Madagaskar. Inga underarter finns listade i Catalogue of Life.